# Todd Phillips
Todd Bunzl, més conegut com a Todd Phillips (Nova York, 20 de desembre de 1970) és un director, productor, guionista i actor estatunidenc d'origen jueu. Ha dirigit pel·lícules com Road Trip (2000), Old School (2003), Starsky & Hutch (2004), Ressaca a Las Vegas (2009), Fora de comptes (2010), Ressaca 2. Ara a Tailàndia! (2011), Ressaca 3 (2013) i produït Project X (2012). Les seves darreres pel·lícules han estat Joc d'armes (2016) i Joker (2019), amb la qual va guanyar el Lleó d'Or del Festival de Cinema de Venècia.

## Biografia
Todd Phillips va néixer el 20 de desembre de 1970 a Nova York. Va assistir a la NYC Film School però va deixar els estudis abans de graduar-se car va decidir promocionar el seu primer llargmetratge, titulat Hated: GG Allin And The Murder Junkies (1994), sobre la vida i la mort del polèmic cantant punk GG Allin. A més, és un dels creadors del New York Underground Film Festival, juntament amb Andrew Gurland, i un expert en jugar amb els mitjans de comunicació i en crear expectatives.

## Carrera
Todd Phillips treballa en diferents facetes en la producció de pel·lícules, ja sigui com a director, productor, guionista o actor. En la seva faceta com a productor executiu ha produït llargmetratges com Old School (2003) amb Will Ferrell, i la fracassada cinta All the King's Men (2006) que van protagonitzar Kate Winslet, Jude Law i Sean Penn. El seu major èxit comercial va ser amb la comèdia Ressaca a Las Vegas (2009) que va recaptar més de 460 milions en les taquilles de tot el món i va guanyar el Globus d'Or a la millor pel·lícula musical o còmica, essent protagonitzada per Bradley Cooper.
Com a director ha dirigit films com les comèdies adolescents Road Trip (2000) i Old School (2003), i l'adaptació cinematogràfica de Starsky & Hutch (2004) protagonitzada per Ben Stiller i Owen Wilson. Després arribaren Fora de comptes (2010) protagonitzada per Robert Downey Jr., Jamie Foxx i Michelle Monaghan, a més de la seqüela Ressaca 2. Ara Tailàndia! (2011), protagonitzada pels mateixos actors de la primera part i en la qual també participà en la producció.
També ha escrit el guió de moltes de les cintes produïdes o dirigides per ell mateix com les esmentades Road Trip (2000), Old School (2003), Starsky & Hutch (2004) o Borat: Cultural Learnings of America for Make Benefit Glorious Nation of Kazakhstan (2006) protagonitzada per Sacha Baron Cohen i per la qual va ser candidat a l'Oscar al millor guió adaptat. Tanmateix ha intervingut en alguns d'aquests títols com a actor, sempre en personatges secundaris o cameos. Quan Vanity Fair va publicar la llista Top 40 de celebritats de Hollywood amb més ingressos de 2010, Phillips va aparèixer en 8è lloc, havent guanyat 34 milions de dòlars per les seves pel·lícules.

### Pel·lícules
| Any  | Títol                                                                               | Director | Productor | Escriptor | Notes                                                                   |
| ---- | ----------------------------------------------------------------------------------- | -------- | --------- | --------- | ----------------------------------------------------------------------- |
| 1993 | Hated: GG Allin And The Murder Junkies                                              | Sí       | Sí        | Sí        | Pel·lícula documental                                                   |
| 1998 | Frat House                                                                          | Sí       | Sí        | Sí        | Pel·lícula documental                                                   |
| 2000 | Road Trip                                                                           | Sí       |           | Sí        | Coescrita amb Scot Armstrong                                            |
| 2000 | Bittersweet Motel                                                                   | Sí       | Sí        | Sí        | Pel·lícula documental                                                   |
| 2003 | Old School                                                                          | Sí       | Sí        | Sí        | Història coescrita amb Court Crandall i Scot Armstrong                  |
| 2004 | Starsky & Hutch                                                                     | Sí       |           | Sí        | Coescrita amb John O'Brien i Scot Armstrong                             |
| 2006 | All the King's Men                                                                  |          | Sí        |           | Productor executiu                                                      |
| 2006 | School for Scoundrels                                                               | Sí       | Sí        | Sí        | Coescrita amb Scot Armstrong                                            |
| 2006 | Borat: Cultural Learnings of America for Make Benefit Glorious Nation of Kazakhstan |          |           | Sí        | Història coescrita amb Sacha Baron Cohen, Peter Baynham i Anthony Hines |
| 2009 | Ressaca a Las Vegas                                                                 | Sí       | Sí        |           |                                                                         |
| 2010 | Fora de comptes                                                                     | Sí       | Sí        | Sí        | Coescrita amb Alan R. Cohen, Alan Freedland i Adam Sztykiel             |
| 2011 | Ressaca 2. Ara a Tailàndia!                                                         | Sí       | Sí        | Sí        | Coescrita amb Scot Armstrong i Craig Mazin                              |
| 2012 | Project X                                                                           |          | Sí        |           |                                                                         |
| 2013 | Ressaca 3                                                                           | Sí       | Sí        | Sí        | Coescrita amb Craig Mazin                                               |
| 2016 | Joc d'armes                                                                         | Sí       | Sí        | Sí        | Coescrita amb Stephen Chin i Jason Smilovic                             |
| 2018 | A Star Is Born                                                                      |          | Sí        |           |                                                                         |
| 2019 | Joker                                                                               | Sí       | Sí        | Sí        | Coescrita amb Scott Silver                                              |
| TBA  | Untitled Hulk Hogan Biopic                                                          | Sí       | Sí        |           |                                                                         |

## Premis i nominacions

### Premis Óscar
| Any  | Categoria           | Treball nominat | Resultat |
| ---- | ------------------- | --------------- | -------- |
| 2019 | Millor pel·lícula   | Joker           | Nominat  |
| 2019 | Millor director     | Joker           | Nominat  |
| 2019 | Millor guió adaptat | Joker           | Nominat  |
| 2006 | Millor guió adaptat | Borat           | Nominat  |